# Pastrami

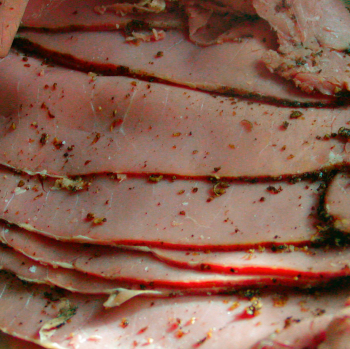
Lonchas de Pastrami.

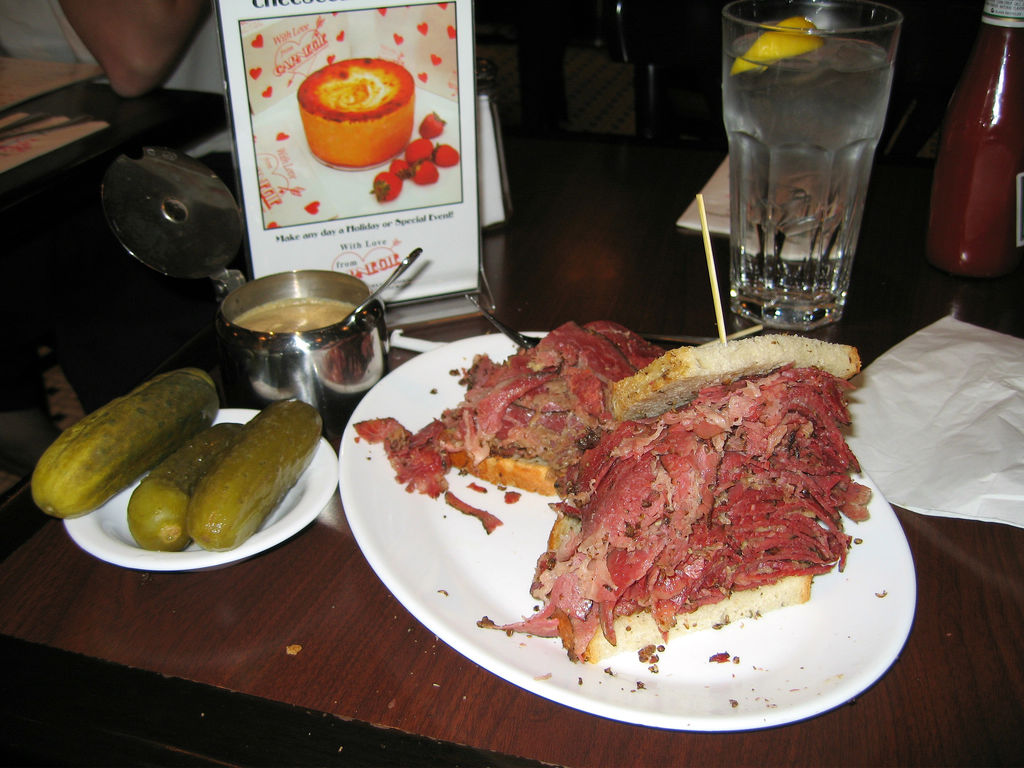
Sándwich de pastrami en Carnegie Deli (Nueva York) acompañado de unos pepinillos en vinagre. Este sándwich en concreto se denomina Woody Allen.

El pastrami (también llamado pastrón) es un producto elaborado con carne roja (generalmente carne de ternera) sometido a proceso de salazón en salmuera. El proceso de elaboración del pastrami es el siguiente: se desangra (usualmente por medio de prensado), se pone la carne en salmuera, se seca, se le añaden algunos condimentos, tales como ajo, pimienta negra, mejorana, albahaca; se ahúma y se cuece al vapor.
En el Reino Unido y en los Estados Unidos, la carne de ternera se cuece tras el proceso de salazón. Por otra parte, excluyendo la pimienta negra y el ahumado, el proceso es muy similar al empleado para obtener el corned beef.
Normalmente, este alimento se prepara con carnes rojas, fundamentalmente de falda de vacuno en América,  adecuadas a las normas kósher. Por ello, en Medio Oriente, también hay preparados de pastrami con carne de gallina y ya, a comienzos del siglo XXI, podía verse pastrami elaborado con carne de pavo (llamado pastrami de pavo o jamón de pavo).

## Etimología y difusión
El nombre proviene etimólogicamente del rumano pastramă, del verbo a păstra (que significa ‘mantener’, ‘conservar’), y éste, a su vez, del griego παστραμάς/παστουρμάς y del turco bastırma ('presionar la carne').
A Estados Unidos es probable que llegase con la diáspora judía de Besarabia (Imperio ruso), en la segunda mitad del siglo XIX. Hoy en día se cocina con pastrami en estas regiones de Moldavia, y se puede decir que es un distintivo claro de la cocina judía local. En Argentina, el pastrami (allí llamado pastrón), ya era conocido a principios del  siglo XX como un producto de charcutería, asociado a la gastronomía de los inmigrantes judíos.

## Usos
El pastrami suele servirse cortado en lonchas y dentro de un sándwich, aunque existen versiones cocinadas ligeramente asadas y servidas con fideos tostados llamados farfalej y cebolla frita en grasa de ave llamada Schmaltz.
En Nueva York es muy popular el pastrami elaborado con falda de ternera; se sirve típicamente caliente en un sandwich de pan de centeno, a menudo con una ensalada coleslaw y una salsa (Russian dressing), muy similar al sandwich Reuben.